# 克拉斯諾吉爾卡 (特羅斯佳涅齊區)
48°32′35″N 28°54′26″E / 48.54306°N 28.90722°E
克拉斯諾吉爾卡（烏克蘭語：Красногірка），是烏克蘭的村落，位於該國西南部文尼察州，由海辛區負責管轄，始建於1700年，面積1.35平方公里，海拔高度241米，2001年人口423，人口密度每平方公里313.33人。